# بارتوش كوباتش
بارتوش كوباتش (بالبولندية: Bartosz Kopacz) هو لاعب كرة قدم بولندي في مركز الدفاع، ولد في 21 مايو 1992 في يزتشمبية ازدرويي في بولندا. لعب مع غورنيك زابجه وليخيا غدانسك ونيتشيتشا.

## وصلات خارجية
- بارتوش كوباتش على موقع قاعدة بيانات كرة القدم.إي يو (الإنجليزية)
- بارتوش كوباتش على موقع Soccerway.com (الإنجليزية)
- بارتوش كوباتش على موقع عالم كرة القدم.نت (الإنجليزية)